# De grootinquisiteur (hoorspel)
De grootinquisiteur is een hoorspel dat gebaseerd is op een passage uit de roman De gebroeders Karamazow (1879-80) van Fjodor Dostojevski. De NCRV zond het uit op maandag 2 april 1973. De vertaling was van Coert Poort, de regisseur was Johan Wolder. Het hoorspel duurde 25 minuten.

## Rolbezetting
- Paul Deen (de grootinquisiteur)
- Hans Karsenbarg (de verteller)

## Inhoud
Het verhaal van de grootinquisiteur, dat in het boek door Iwan aan zijn broer Aljosja verteld wordt, speelt in Sevilla, aan het eind van vijftien eeuwen christendom. Op last van de kerkelijke inquisitie zijn zojuist honderd ketters op de brandstapel gedood. De volgende dag verschijnt een figuur in het stadje, die door zijn zachtmoedige uitstraling en wonderen veel belangstelling trekt. Men ziet in hem de weergekeerde Christus. Hij wordt gearresteerd. De kardinaal-grootinquisiteur vertelt hem in zijn cel waarom: Christus had weliswaar de vrijheid van iedereen gepredikt, maar de Kerk had de rampzalige gevolgen daarvan ingezien. Men had daarom zijn leer verbeterd. Alleen via een centraal opgelegde mening kon het volk gelukkig worden. De leiders van de Kerk moesten gezag afdwingen en hoop bieden. Christus had de mens overschat. Deze kon zijn vrijheid niet aan. Het gevolg was immers angst, verdeeldheid en geweld. De kardinaal veroordeelt Christus tot de brandstapel, niet uit overtuiging, maar uit politieke overwegingen. Het 'verbeterde' christendom dat hij preekt, is nuttig om de orde en macht in stand te houden. Christus zwijgt hierop; gaat naar de grootinquisiteur toe en kust hem op de mond. Hierop laat deze hem vrij. Christus verdwijnt in de nacht…